# 残響時間
残響時間 (ざんきょうじかん、Reverberation Time, RT） は、特定の音場における残響の具合を示す指標の一つ。

## 概要
残響時間は、音源が発音を止めてから、残響音が60デシベル減衰するまでの時間をいう。60デシベル減衰するとは、簡単に言うと聞こえる音のエネルギーが100万分の1まで小さくなるということである。
残響時間は、音が鳴っている場所の壁・床・天井の素材や、空間の大きさ（室容積）によって変化し、一般に素材が固いほど、また空間が大きいほど長い残響時間となる。つまり、洞窟のように岩で囲まれた空間や、天井が高く容積の大きい体育館などでは長くなり、一般的な部屋のような小さな空間では短くなる。また無響室においてはほぼゼロに近くなる。吸音特性も関係するといわれる。
DSPなどのデジタル装置を用いた残響付加装置では容易に残響時間をコントロールできるが、演奏会用のホールでは設計段階で残響時間を設定し、演奏時に反響板を設置したり、壁面を操作したりして調節する。また、観客も吸音体となるため、残響特性は観客の人数でも変化し、演奏に影響する。空間の音響的評価を決定する要素はいくつかあるが、その中でも残響時間は演目の種類に適した空間であるかどうかを判断する上で特に重要な要素である。